# 명왕누대

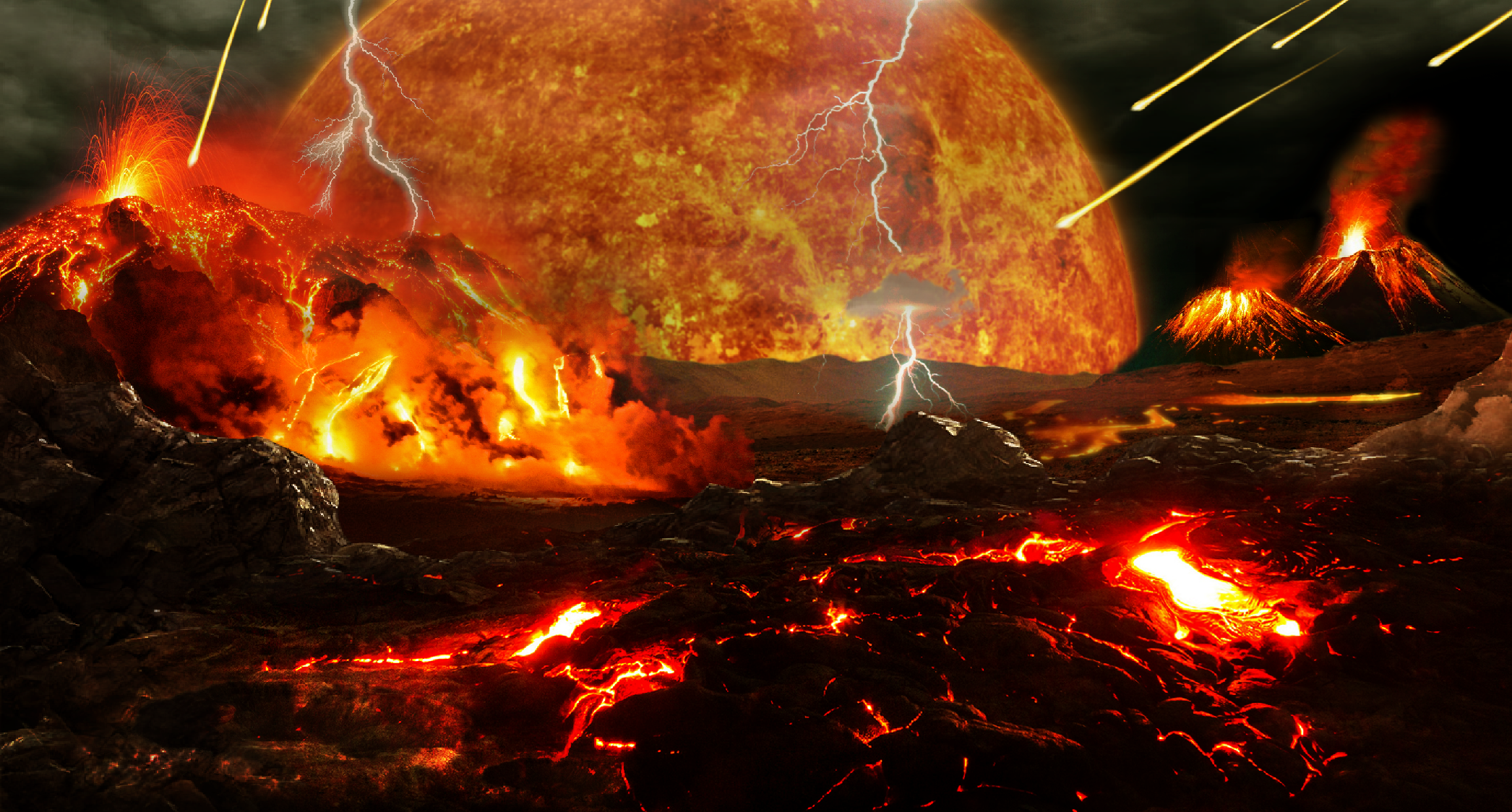

명왕누대(冥王累代, Hadean Eon)는 시생누대 이전의 지질 시대로, 국제층서학회(ICS)가 정의한 바에 따르면, 대략 46억 년 전 지구가 형성되면서 시작되어 약 40억 년 전에 끝났다. 단, 국제층서학회는 2016년에 이 상태를 '비공식적'이라 설명한 바 있다. 명왕누대의 영문명칭은 "Hadean"인데, 이는 본래 지질학자 프레스턴 클라우드(Preston Ercelle Cloud Jr.)가 알려진 바 지구상에서 최고(最古)의 암석 이전의 시기를 명명하고자 1972년에 붙인 이름이다. 한편, 브라이언 할랜드(Walter Brian Harland)는 후에 거의 같은 시기를 "Priscoan period"라 명명하였는데, 이는 '고대(ancient)'라는 뜻의 라틴어 priscus에서 따온 것이다. 다른 오래된 문헌들에서는 이 시기를 "Pre-Archean"(선시생누대, 先始生累代)라고도 한 것을 볼 수 있다.
돌과 화석, 생명체 등의 지질학적 증거가 거의 없는 시대이다. 데이아 가설에 따르면, 원시행성 데이아(Thea)와 충돌하면서 데이아가 달이 되었으며, 지구의 맨틀과 지각이 생겼지만, 바다는 형성되지 않았다. 그러나 또 다른 가설에 의하면 이미 40억 년 전에 오늘날과 같은 육지와 바다가 형성되었을 것으로 여겨지기도 한다.
뒤따르는 시생누대와 원생누대를 포함하여 선(先)캄브리아 시대라고도 한다.

## 용어
"명왕누대"는 "Hadean"을 직역한 것이다. 영문명칭인 "Hadean"은 그리스 신화에 등장하는 지하세계의 신이자 지하세계 자체를 가리키기도 하는 "Hades"(하데스)에서 유래하였는데, 이는 마치 지옥과 같았던 당시 지구의 상태를 효과적으로 표현한 것이다. 당시 지구는 이제 갓 만들어져 매우 뜨거운 상태였는데, 이는 강착된지 얼마 되지 않은 데다 반감기가 짧은 방사성 원소들이 많았고, 또한 태양계의 다른 물체들과의 충돌이 잦았기 때문이다.

## 하위분류
이 시기의 흔적은 지구상에 거의 남아있지 않기 때문에, 공식적인 하위분류는 없다. 다만, 비공식적으로는 달의 주요 지질시대 중 몇 부분이 명왕누대와 관련이 있어 이를 종종 지구의 같은 기간을 나타내는 데 사용하기도 한다.
달의 지질시대는 이러하다.
- 선(先)넥타리아기: 달의 지각이 형성된 45억 3,300만 년 전으로부터 39억 2천만 년 전까지.
- 넥타리아기: 39억 2천만 년 전부터 대략 38억 5천만 년 전까지의 시기로, 이 이론에 따르면 후기대폭격이 점차 줄어들던 시기.

2010년, 명왕누대보다 선행하는 선(先)네펠레아누대와 혼돈누대를 포함하고, 명왕누대를 세 시대로, 그리고 각 시대를 두 시기로 나누는 새로운 구분법이 제안되었다. 이에 따르면 명왕누대는 고명왕대와 중명왕대, 그리고 신명왕대로 나뉘는데, 고명왕대(古冥王代, Paleohadean Era)는 헤파이스토스기(Hephaestean Period, 4.5~4.4 Ga)와 야곱기(Jacobian Period, 4.4~4.3 Ga)로, 중명왕대(中冥王代, Mesohadean Era)는 캐나다기(Canadian Period, 4.3~4.2 Ga)와 선지각기(先地殼紀, Procrustean Period, 4.2~4.1 Ga)로, 신명왕대(新冥王代, Neohadean Era)는 아카스토스기(Acastan Period, 4.1~4.0 Ga)와 프로메테우스기(Promethean Period, 4.0~3.9 Ga)로 각각 나뉜다. 다만, 이러한 시기구분은 2017년 2월, 국제지질학회에서 채택되지 못하였다.

## 암석
20세기 후반, 지질학자들은 그린란드 서부와 캐나다 북서부, 서호주에서 명왕누대 시기의 암석을 확인하였다. 서호주에서 발견된 암석은 2015년, 생물질잔류량에 의한 분석에 따른 탄소 흔적을 통해 41억 년 된 것임이 밝혀졌다.
가장 오래된 것으로 측정된, 서호주의 내리어(Narryer) 편마암지대에 위치한 잭 힐스(Jack Hills)에서 채취한 변성사역암에 포함된 지르콘 결정은 44억 4백만 년 전(오차범위 ± 800만 년)의 것으로 측정되었다. 이 지르콘은 안정적으로 측정되는 가장 오래된 지르콘이 측정되는 43억 5천만 년 전으로부터 살짝 벗어나는데, 이는 지구가 형성되었을 것으로 생각되는 가(假)시간으로부터 약 2억 년쯤 후다.
많은 다른 곳에서, 오래된 바위 속에 포함된 명왕누대 지르콘의 포로암편(혹은 잔존물)은 오래된 암석지대에 신생암석이 형성되어 일부 오래된 물질들과 합성되었음을 가리킨다. 가령, 남(南) 가이아나, 가이아나 순상지의 아이오크라마층에서 채취된 지르콘은 42억 2천만 년 된 것으로 측정되었다.
한편, 명왕누대의 암석이 거의 없는 것은 태양계 형성 이후에도 남아있던 상당한 양의 소행성과 운석들이 명왕누대시기까지 지구에 떨어졌기 때문일 수 있다. 후기대폭격 시기에 있었던 큰 충돌이 초기 지구에서 형성되던 원시대륙조각을 흩어버렸기 때문이라는 것이다.

## 대기와 해양
충분한 양의 물이 지구를 형성한 물질들에 녹아들어 있었다. 형성기 지구의 질량이 지금보다 작을 때에, 물분자는 지구의 중력을 더 쉽게 탈출했을 것이다. 수소와 헬륨은 대기탈출의 효과로 (심지어 지금까지도) 꾸준히 탈출하는 것으로 생각된다.
고(古)행성의 일부가 큰 충격을 받아 깨지면서 달을 형성했다는 이론도 있는데, 이에 따르면 이로 인해 지구의 한두 군데가 크게 녹았을 것으로 여겨진다. 오늘날 지구의 구성을 볼 때, 지구를 완전히 녹여 거대한 암석들을 뒤섞을 만큼의 재용융은 없었을 것으로 보인다. 그러나 이 충격으로 인해 상당량의 파편이 기화되어 젊은 지구 주위의 암증기권(巖蒸氣圈)을 형성하였을 것이다. 암증기는 2천 년 내로 응집하여 고온의 휘발성 물질들을 남겼는데, 이는 아마도 수소와 수증기가 포함된 두터운 이산화탄소 대기가 되었을 것이다. 230°C의 표면온도에도 불구하고 물로 된 바다는 존재하였을 것인데, 이는 두터운 이산화탄소 대기로 인해 기압이 27기압을 상회하였으므로 물이 액체 상태로 존재했을 것이기 때문이다. 지구가 식어감에 따라 대기로부터 상당히 많은 이산화탄소가 대양의 물에 녹아 줄어들었다. 그러나 이 수준은 새 지표면과 맨틀이 주기적으로 나타나면서 크게 오르락내리락하였다.
지르콘에 대한 연구를 통해 (액체 상태의) 물이 적어도 지구가 형성된 직후인 44억 년 전에 이미 존재했음이 밝혀졌다. 이는 대기의 존재를 필요로 한다. 차가운 초기지구이론(The Cool Early Earth Theory, CEE)은 대략 44억 ~ 41억 년 전의 기간을 망라한다.
2008년 9월, 지르콘에 관한 연구에 의하면 호주의 명왕누대 바위는 40억 년 전(대략 지구가 형성된지 6억 년 후) 판 구조가 존재했음을 가리키는 광물을 포함함이 밝혀졌다. 만일 이것이 사실이라면, 지구가 고온의 용융상태의 표면과 이산화탄소로 가득 찬 대기상태에서 오늘날과 매우 비슷한 형태로 변화를 끝마치기까지의 시간은 대략 40억 년 전으로 거칠게 추산해볼 수 있을 것이다. 지각판의 활동과 해양은 상당량의 이산화탄소를 포획하였고, 이로써 온실효과는 줄어들어 표면온도가 더욱 식어들고 단단한 암석이 형성되어 마침내 생명이 탄생할 수 있었다.

## 같이 보기
- 태양계의 형성과 진화